# 타마이 시오리
타마이 시오리(玉井詩織, 1995년 6월 4일 ~ )는 일본의 여성 아이돌 그룹 모모이로 클로버 Z의 멤버. 연예사무소 스타더스트 프로모션 소속.

## 약력
2005년, 스카우트되어 연예계 진출. 2008년 봄부터, 동사무소의 아이돌 유닛, 모모이로 클로버의 멤버로서 결성시부터 현재까지 활약.

## 인물
모모이로 클로버 Z에서는 울보로 응석꾸러기인 모두의 여동생 캐릭터 담당. 한편, 멤버 제일의 먹보 캐릭터이기도 해, 토크의 화제의 대부분은 음식에 대해이다. 2011년의 목표로서「완코소바 100배 먹는다」라고 하는 아이돌등 꾸짖지 않는 대담 무쌍한 발표를 했다. 극도의 겁쟁이가게이며, 이동처의 호텔 등에서는 혼자서 잘 수 할 수 없다. 그 때문에 리더 모모타의 방에 묵는 것이 습관이 되고 있다.
좋아하는 야끼소바는 페양소스 야끼소바. 원래는, 잇페이를 기꺼이 있었지만 2010년말에 단념해 페양파로 이행했다. 좋아하는 과일은 딸기. 좋아하는 냄비 요리는 두유냄비.

## 작품

### 앨범
- colorS (2024년 6월 24일)

### 착신 싱글
- SHIORI TAMAI 12 Colors (솔로 프로젝트, 2023년) - 2022년부터 팬클럽 회원 한정으로 배포한 디지털 콘텐츠 사진의 세계관을 바탕으로 악곡을 제작하여 12개월 연속 디지털 발매
  - 暁 (2023년 1월 20일)
  - Another World (2023년 2월 20일)
  - 日常 (2023년 3월 20일)
  - Eyes on me (2023년 4월 20일)
  - Spicy Girl (2023년 5월 20일)
  - 泣くな向日葵 (2023년 6월 20일)
  - HAPPY-END (2023년 7월 20일)
  - マリンブルー (2023년 8월 20일)
  - Sepia (2023년 9월 20일)
  - 宝石 (2023년 10월 20일)
  - ベルベットの森 (2023년 11월 20일)
  - We Stand Alone (2023년 12월 20일)
  - Shape (최종장, 2024년 2월 23일)
- 君に100個言いたいことがあんだ (2025년 5월 6일)
- まわるきもち (2025년 5월 7일)

## 출연

### 잡지
- 쇼보 (카이요샤)

### 무대
- B.L.T.PRESENTS GirlsWoodstock (2008년)
- 3-B Jr. LIVE「연말이다 요! 전원 집합」(2008년)

### CM
- 닛산자동차
- 무토우 챠팀
- 미츠비시 UFJ 신탁은행

### 텔레비전 애니메이션
- 요스가노소라 (2010년 10월, AT-X) - 여학생 역